# 現在 (周華健專輯)
《現在 》是歌手周華健於1999年11月29日發行的國語唱片，由滾石唱片發行。主打歌為《如果我現在》及《上上籤》。

## 曲目
| 曲序 | 曲名         | 曲     | 詞     | 編曲                                                                        | 備註                                          |
| 01   | 求婚         | 周華健 | 周華健 | Hard Band                                                                   | Alternate Version WAKE UP (TO SEEK THE TRUTH) |
| 02   | 送你回家     | 周華健 | 周華健 | 第一版編曲：陳建騏 Final 版編曲：郭宗韶，陳建騏                             |                                               |
| 03   | 如果我現在   | 高旗   | 高旗   | 王繼康                                                                      | 電影《紫雨風暴》主題曲，翻唱高旗&超載樂隊歌曲 |
| 04   | 痛苦過       | 林夕   | 周華健 | 安棟                                                                        | 莫文蔚合唱，中視《香蕉新樂園》主題曲          |
| 05   | 動心         | 周華健 | 周華健 | 第一版編曲：屠穎 第二版編曲：賴雨農 第三版編曲：陳建騏 Final 版編曲：李庭匡 | 《東信電信》廣告曲                            |
| 06   | 上上籤       | 洪敬堯 | 李宗盛 | 第一版編曲：HARD BAND Final 版編曲：洪敬堯                                  | 電視劇《花木蘭》插曲                          |
| 07   | 等我一秒鐘   | 周華健 | 陳沒   | 第一版編曲：HARD BAND 第二版編曲：江建民 Final版編曲：陳建騏                |                                               |
| 08   | 愛無所不能   | 周華健 | 林夕   | 第一版編曲：李錦杰 第二版編曲：陳建騏 Final 版編曲：郭宗韶、陳建騏          |                                               |
| 09   | Far-Far-Away | 周華健 | 林夕   | 洪敬堯                                                                      |                                               |
| 10   | 鬼迷心竅     | 李宗盛 | 李宗盛 | 洪敬堯                                                                      | 翻唱李宗盛歌曲                                |
| 11   | 下午的一齣戲 | 陳明章 | 陳明瑜 | 第一版編曲：賴雨農 Final版編曲：陳建騏                                      | 台語歌曲                                      |